# Fainu
Fainu is een van de bewoonde eilanden van het Raa-atol behorende tot de Maldiven.

## Demografie
Fainu telt (stand september 2006) 178 vrouwen en 184 mannen.